# Meenteschaar
De Meenteschaar is een voormalig waterschap in de Nederlandse provincie Groningen.
Het waterschap lag ten westen van Schaaphok, aan de zuidkant van het Slochterdiep. De driehoekige polder had als zuidoostgrens de Benningsloot en als zuidwestgrens het Rijpmakanaal. De molen sloeg uit op de Benningsloot, die via het Nieuwe Rijpmakanaal in verbinding stond met het Slochterdiep. 
Waterstaatkundig gezien ligt het gebied sinds 2000 binnen dat van het waterschap Hunze en Aa's.

## Naam
De naam verwijst naar het gemeenschappelijke gebied (de meent) waar vee (meestal schapen) werd ingeschaard. 